# Algérie Ferries
Algérie Ferries ist eine Reederei mit Sitz in der algerischen Hauptstadt Algier. Algérie Ferries ist die Firmenmarke des algerischen Unternehmens ENTMV (Entreprise Nationale de Transport Maritime de Voyageurs). Die Reederei betreibt Fährverbindungen zwischen Algerien und Frankreich bzw. Spanien. Algérie Ferries war bis Anfang des 21. Jahrhunderts die einzige Reederei, die Algerien mit Frankreich verband.
Algérie Ferries teilte sich zeitweise sein Buchungssystem mit SNCM und Cotunav.

## Geschichte
Am 14. Juli 1987 wurde das Unternehmen gegründet. Am 7. April 1990 wurde ENTMV in ein staatliches Unternehmen umgewandelt. 2008 wurde die Flotte komplett renoviert.

## Routen
Aktuelle Routen:
- Oran–Alicante
- Oran–Sète
- Oran–Marseille
- Algier–Marseille
- Bejaia–Marseille
- Skikda–Marseille
- Annabà–Marseille
- Skikda-Genua

Ehemalige Routen:
- Algier–Genua

## Flotte

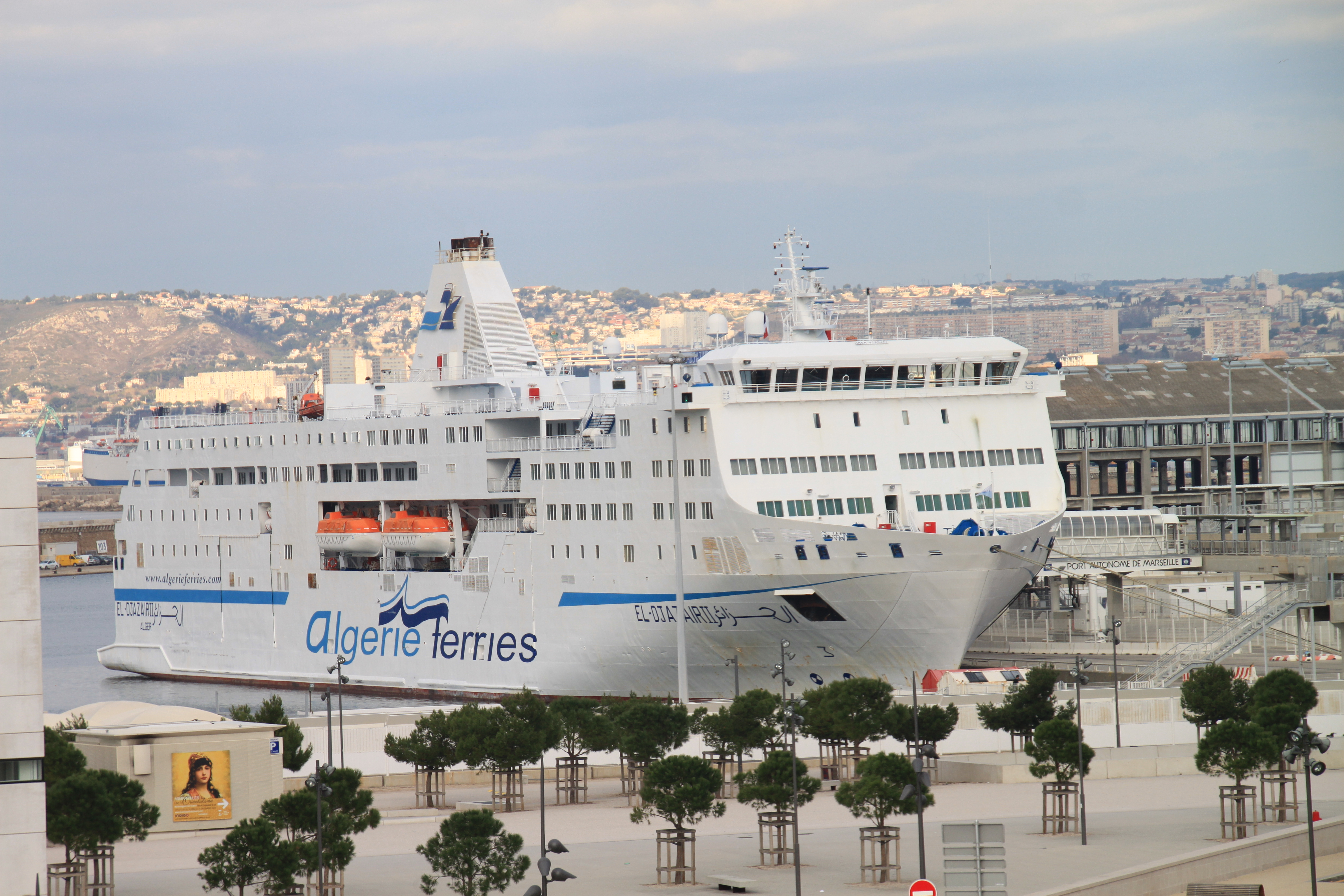
Fährschiff El Djazair II

Die aktuelle Flotte umfasst fünf Fähren für den internationalen Verkehr zwischen Algerien und Frankreich bzw. Spanien sowie zwei Schiffe, die auf nationalen Fährverbindungen eingesetzt werden.
Internationaler Seeverkehr
| Schiff          | Bild | Typ   | Länge    | Breite   | Pkw | Passagiere | Kabinen | Sessel | Besatzung | Geschwindigkeit | Anmerkung                 |
| --------------- | ---- | ----- | -------- | -------- | --- | ---------- | ------- | ------ | --------- | --------------- | ------------------------- |
| El Djazair II   |      | Ropax | 146,6 m  | 24 m     | 300 | 1320       | 412     | 600    | 120       | 23,5 kn         |                           |
| Tassili II      |      | Ropax | 146,6 m  | 24 m     | 300 | 1320       | 412     | 600    | 120       | 23,5 kn         |                           |
| Tariq Ibn Ziyad |      | Ropax | 153,26 m | 25,2 m   | 500 | 1276       | ?       | 500    | 120       | 21 kn           |                           |
| Badji Mokhtar 3 |      | Ropax | 199,9 m  | 30 m     | 600 | 1800       | 455     | ?      | 180       | 24 kn           |                           |
| El. Venizelos   |      | Ropax | 175,40 m | 175,40 m | 730 | 2100       | ?       | ?      | ?         | 22 kn           | Von Anek Lines gechartert |

Nationaler Seeverkehr
| Schiff           | Bild | Typ | Länge | Breite | Passagiere | Sessel | Besatzung | Geschwindigkeit |
| ---------------- | ---- | --- | ----- | ------ | ---------- | ------ | --------- | --------------- |
| Seraïdi          |      | HSC | 38 m  | 7 m    | 206        | 206    | ?         | 30 kn           |
| Badji Mokhtar II |      | HSC | 38 m  | 7 m    | 206        | 206    | ?         | 30 kn           |

Ehemalige Flotte
- Moby Dada (2024, gechartert)[18]
- Ariadne (2024, gechartert)
- Hoggar (1976–2006)
- Zeralda (1976–2006)
- Tipasa (1975–2005)